# Dystrykt Mecca
Dystrykt Mecca - dystrykt w hrabstwie Bomi, w zachodniej części Liberii. Według spisu ludności z 2008 roku liczy sobie 17 573 mieszkańców, co czyni go trzecim co do wielkości zaludnienia dystryktem w hrabstwie.